# توماس ستيفنسون (مهندس)
توماس ستيفنسون (بالإنجليزية: Thomas Stevenson)‏ (و. 1818 – 1887 م) هو مهندس، ومهندس مدني، وعالم أرصاد جوية، ومهندس معماري بريطاني، ولد في إدنبرة، كان عضوًا في الجمعية الملكية لإدنبرة (منذ 1848)، توفي عن عمر يناهز 69 عاماً.

## التعليم
تعلم في جامعة إدنبرة، وتعلم في Royal High School, Edinburgh ‏
.

## أعمال بارزة
من أهم أعماله:
- قفص ستيفنسون.